# Tales of the Jedi
Star Wars: Tales of the Jedi es una serie de cómics publicados por Dark Horse Comics entre 1993 y 1998. Son parte del universo expandido de Star Wars y cubren la Gran Guerra Sith y la Gran Guerra Hiperespacial. La serie representó las primeras historias cronológicas de Star Wars hasta la publicación de la serie de cómics y novelas Dawn of the Jedi .
Los primeros libros publicados cubrieron la Gran Guerra Sith (3.996 ABY, o Antes de la Batalla de Yavin). Estos últimos fueron precuelas que cubrieron la Gran Guerra Hiperespacial, que sucedió mil años antes.

## Resumen
La Gran Guerra del Hiperespacio se inicia cuando dos exploradores del Hiperespacio de la República se estrellan accidentalmente en el planeta cementerio de los Sith Korriban, durante la procesión del funeral de Marka Ragnos. Su sucesor Naga Sadow provoca la guerra contra la República y se autoproclama líder del Imperio Sith. Pero no solo lucha contra la República, sino también contra su archirrival Ludo Kressh, quien finalmente lo fuerza a destruir su propia flota para cubrir su escape. Sadow aterriza en Yavin IV y construye vastos templos, con la ayuda de sus guerreros Massassi.
Seiscientos años después, el Jedi Freedon Nadd llega a Yavin IV y el espíritu de Naga Sadowse lo instruye en la magia Sith. Luego parte, con todo lo aprendido y algunos tesoros de Sadow, al planeta Onderon, donde usa sus nuevos dones para instalarse como rey. Luego de su muerte, su espíritu continua dando consejos a sus sucesores.
Otro Jedi, Ulic Qel-Droma es enviado a Onderon para mediar en un conflicto, pero conoce al espíritu de Freedon Nadd, quien le dice que se convertiría en un Señor Sith. La profecía se cumple el Krath, una sociedad secreta del Lado Oscuro, ataca a la República y hiere a Ulic con un proyectil potenciado previamente con alquimia, y le inyectan una poción del Lado Oscuro, para asegurarse de su caída.
Exar Kun deja a su maestro, Vodo-Siosk Baas, porque no lo dejaba aprender acerca del Lado Oscuro, y se dirige a Onderon, donde conoce la tumba de Freedon Nadd. El espíritu de Nadd le indica a Kun que vaya a Korriban, y es ahí cuando Nadd lo engaña para que acepte al Lado Oscuro. Luego ambos van a Yevin IV, y Nadd obliga a Kun a realizar una elección: rendirse al Lado Oscuro, o morir. Kun elige la vida. Luego de completar su aprendizaje de Nadd, Kun lo destruye utilizando un amuleto del Lado Oscuro.
Exar Kun y Ulic Qel-Droma se conocen en Cinnagar, y la batalla que habían estado librando por poder, llegó a su fin cuando el espíritu de Marka Ragnos declara a Kun como Señor Oscuro de los Sith, y a Ulic como su aprendiz. Juntos emprenden una nueva guerra contra la República, robando principiantes Jedi de Ossus y convirtiéndolos al Lado Oscuro. Qel-Droma vence a Lord Mandalore, y se hace con los servicios de los guerreros Mandalorian. Luego ataca Coruscant, pero ahí es capturado. Kun lidera un intento de rescate, y mata a su anterior maestro (Vodo-Siosk Baas) en el proceso. Luego de esto, los Señores Sith provocan que Cron Cluster se convierta en supernova, destruyendo incontables artefactos Jedi en las cercanías de Ossus.
Antes de que Ossus sea destruido, el hermano de Ulic, Cay, trata de convencerlo de volver a la Fuerza. Finalmente Ulic lo cercena y se rinde a los pies de su antigua amante Nomi Sunrider, quien anula completamente su conexión con la Fuerza. Vencido por la República, Ulic los guía a Yavin IV, donde Exar Kun realiza un ritual que succiona la vida de cada Massassi del planeta, separando sus espíritus de sus cuerpos, ligándolos para siempre a su templo.
La Limpieza de las Nueve Casas corresponde a los eventos ocurridos como consecuencia de la Gran Guerra Sith, cuando, luego del arrepentimiento de Ulic Qel-Droma, y la muerte o ascensión de Exar Kun, la Antigua República inicia la sangrienta caza de los remanentes de la Hermandad Sith

## Capítulos en orden Cronológico de la historia
- The Golden Age of the Sith (1997) - 5000 ABY
- The Fall of the Sith Empire (1998) - 5000 ABY
- Knights of the Old Republic (1994) - 4000 ABY
- The Freedon Nadd Uprising (1997) - 3998 ABY
- Dark Lords of the Sith (1996) - 3997 ABY
- Sith War (1996) - 5000 ABY - 3996 ABY
- Redemption (1997) - 3986 ABY

- Datos: Q2250984